# Malaxis xerophila
Malaxis xerophila är en orkidéart som beskrevs av Gerardo A. Salazar och L.I.Cabrera. Malaxis xerophila ingår i släktet knottblomstersläktet, och familjen orkidéer. Inga underarter finns listade i Catalogue of Life.